# Alpinia padacanca
Alpinia padacanca är en enhjärtbladig växtart som beskrevs av Theodoric Valeton och Karel Heyne. Alpinia padacanca ingår i släktet Alpinia och familjen Zingiberaceae.
Artens utbredningsområde är Sulawesi. Inga underarter finns listade i Catalogue of Life.